# Nocher-Route
Nocher-Route (en luxemburguès: Nacherstrooss; en alemany: Nocherstrasse) és una vila i capital de la comuna de Goesdorf situada al districte de Diekirch del cantó de Wiltz.